# Sergueï Malioutine
Sergueï Malioutine (en russe : Серге́й Васи́льевич Малю́тин), né à Moscou (Russie) le 4 octobre 1859 et mort dans cette ville (alors en URSS) le 6 décembre 1937, est un artiste russe, peintre et architecte. Fils d'un marchand, il est né et a vécu à Moscou. Il serait l'auteur de la peinture des premières poupées russes gigognes, les matriochkas, réalisées au départ dans l'atelier de la propriété d'Abramtsevo, devenues et restées très populaires en Russie. L'artisan Vassili Zviozdotchkine (en) en avait réalisé la sculpture.

## Biographie
Malioutine est un artiste éclectique et polyvalent, qui est attiré par la peinture, l'artisanat d'art, l'architecture, la décoration de théâtre, l'illustration.

### Peintre
Comme peintre réaliste et artiste d'art appliqué, il se fait connaître dès avant la Révolution d'octobre 1917. En 1880, il est élève libre auprès de l'École de peinture, de sculpture et d'architecture de Moscou et suit les cours d'Illarion Prianichnikov, un artiste de tradition réaliste des Ambulants ainsi que de Vladimir Makovski.
Il devient maître dans le style néo-russe. Il participe aux activités de l'opéra privé du mécène Savva Mamontov.
Il devient lui-même membre de l'association des Ambulants en 1914.
Après la Révolution d'Octobre 1917, il prend parti pour le nouveau pouvoir et travaille à sa propagande au sein de l'Association des artistes de la Russie révolutionnaire composée de peintres réalistes socialistes soviétiques. La première des réunions de ce groupe a d'ailleurs lieu dans son appartement en 1922.
Il réalise des nombreux portraits de hauts fonctionnaires, commissaires du peuple, membres de l'intelligentsia.

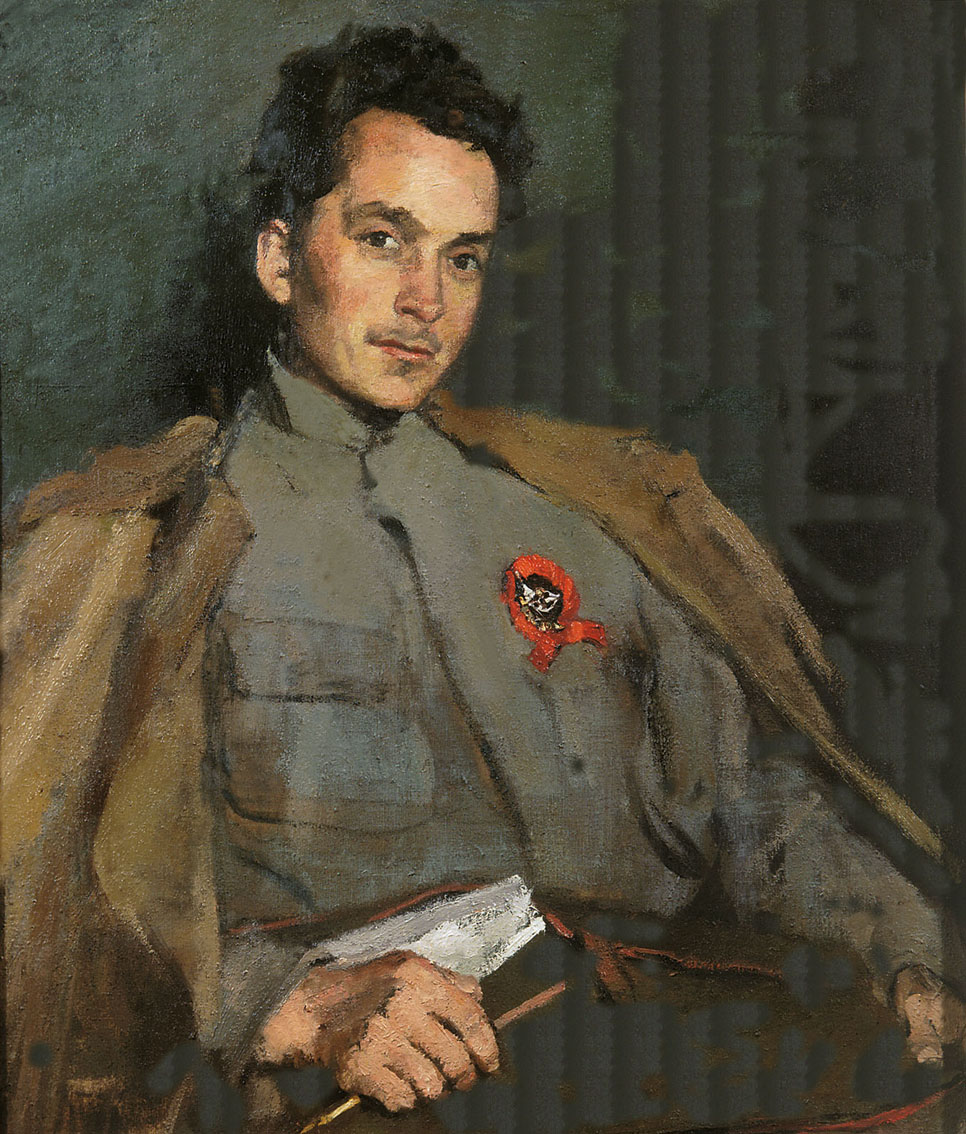
L'écrivain Dmitri Fourmanov, 1922, Galerie Tretiakov.
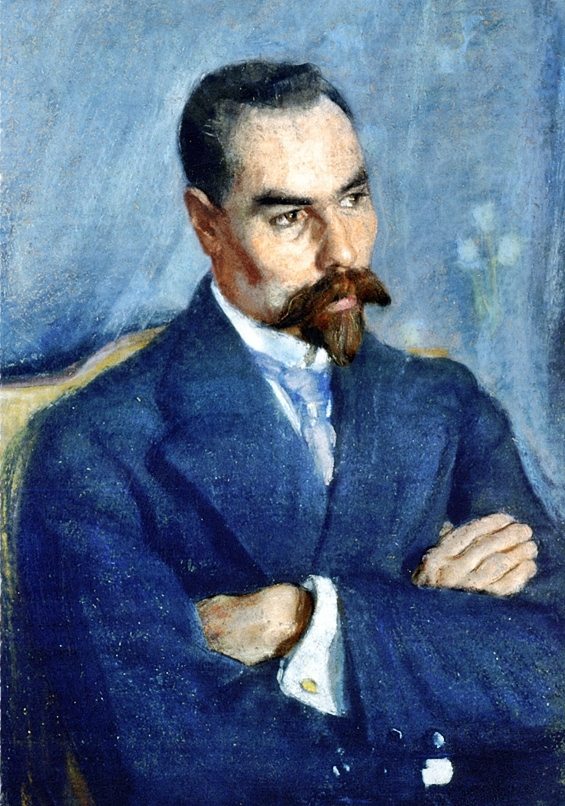
Valéri Brioussov 1913
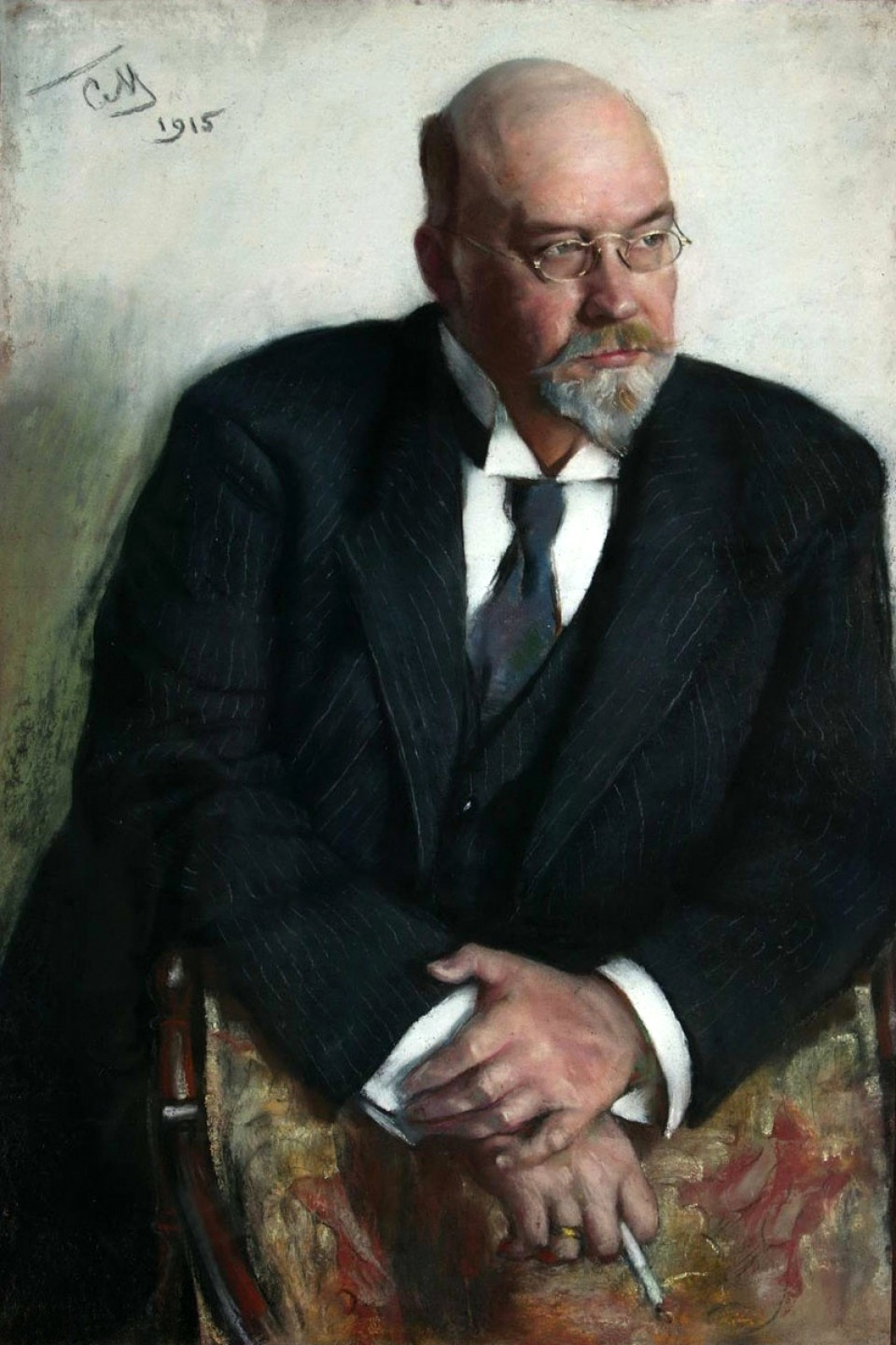
Ilya Ostroukhov.
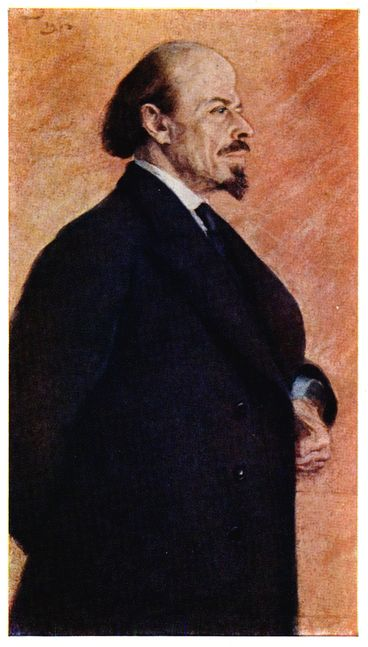
Mikhaïl Nesterov.

### Décors d'opéra, illustrations
Malioutine illustre des contes, réalise les décors de l'opéra de Glinka, Rouslan et Liodmila, des aquarelles pour l'opéra Sadko (1909), et pour Casse-noisettes (1913), des dessins pour des éditions de poèmes de Pouchkine.

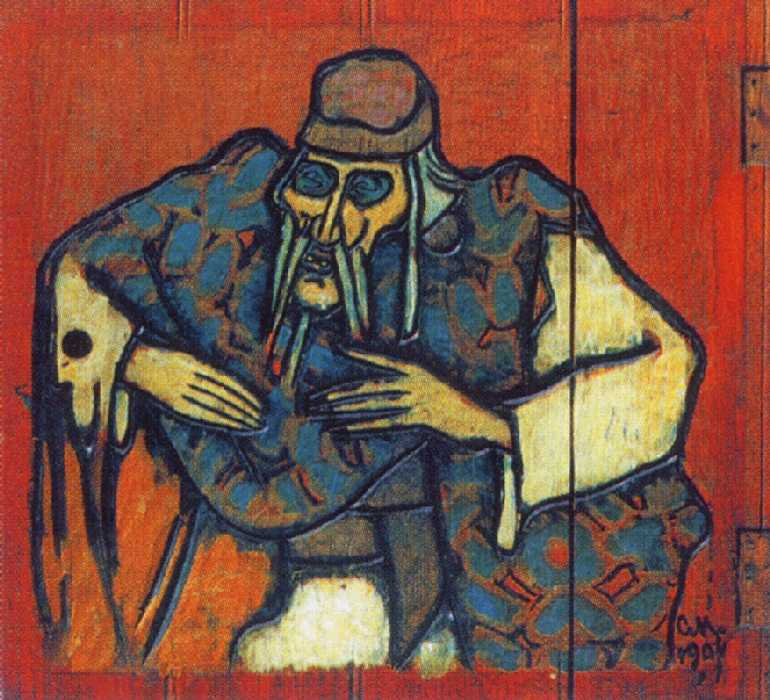
Koschei par Sergueï Malioutine.

### Architecte, atelier
Au domaine de Talachkino près de Smolensk, mis sur pied par la princesse Maria Tenicheva, il dirige les ateliers et crée, ensemble avec d'autres artistes l'isba Teremok (1900-1901) pour la bibliothèque de l'école du village et l'intérieur d'un théâtre pour 200 spectateurs à Moscou (1902). Il conçoit la maison Pertsov érigée près de la cathédrale du Christ-Sauveur de Moscou (en collaboration avec les architectes Nikolaï Konstantinovitch Joukov (ru) et Boris Chnaubert (ru)) (1905-1907). Ces ateliers serviront de modèle pour le développement ultérieur de l'art russe.

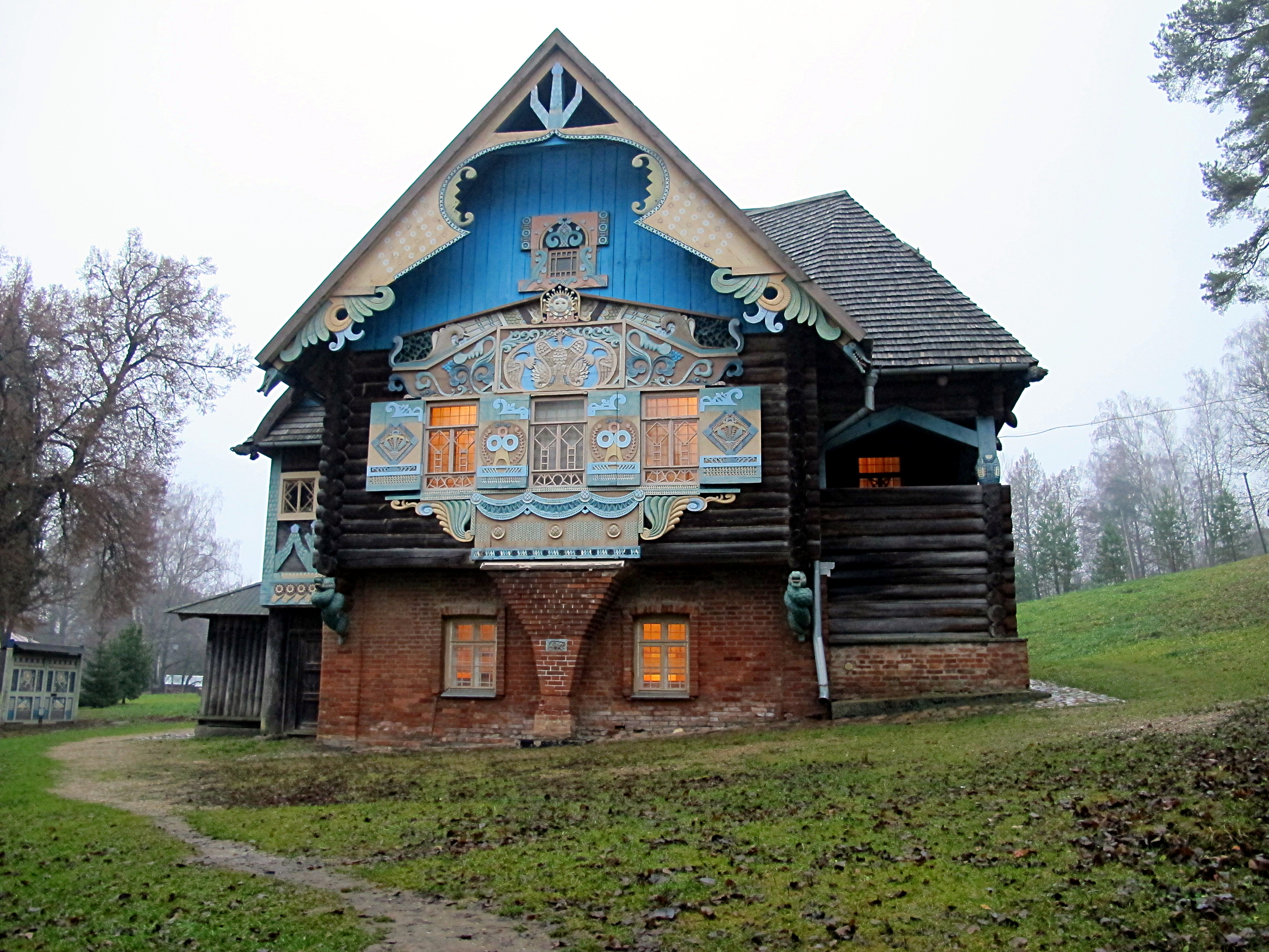
Le teremok de Talachkino.
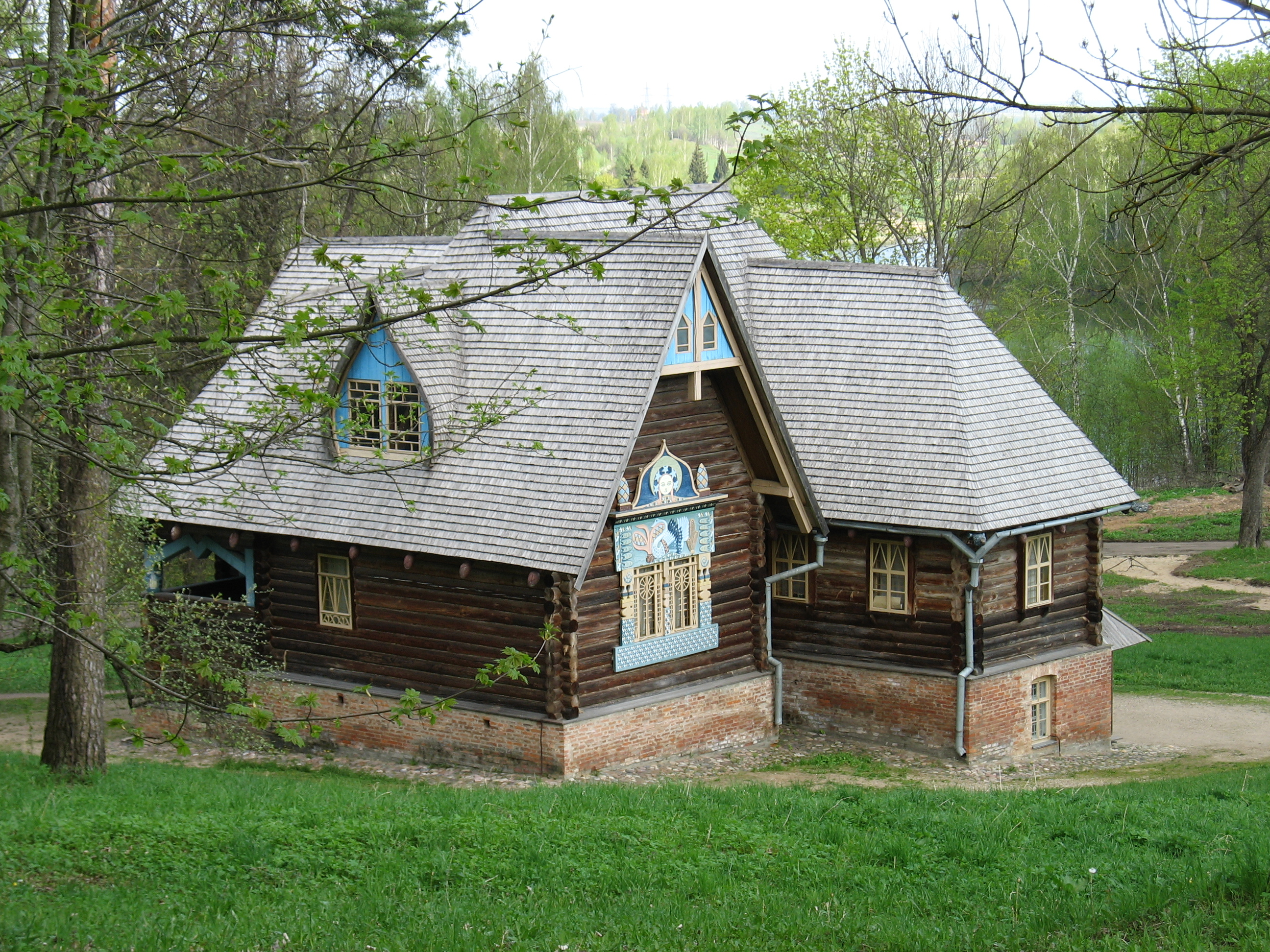
Le Teremok de Talachkino.
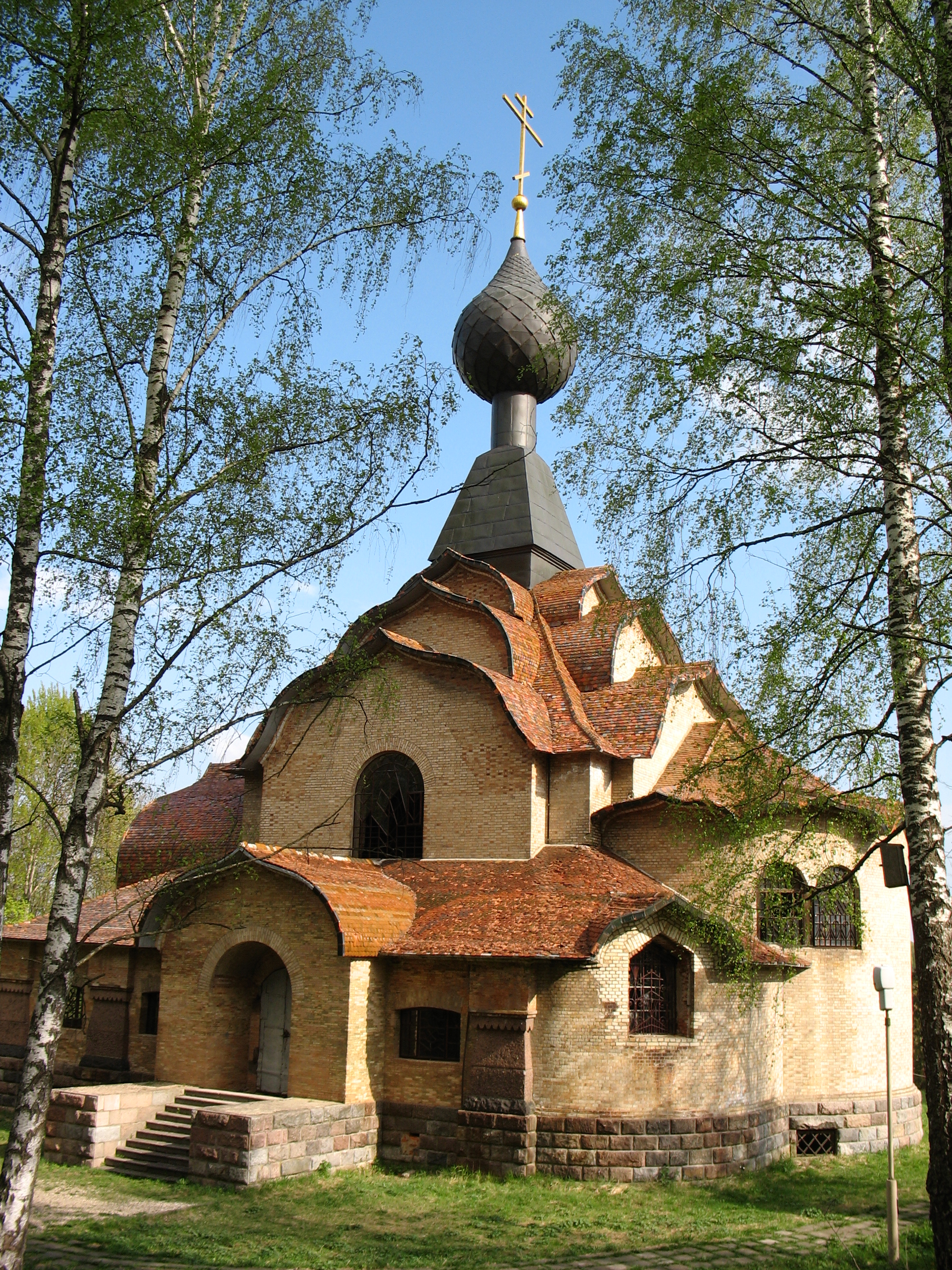
Église du Saint-Esprit de Talachkino.
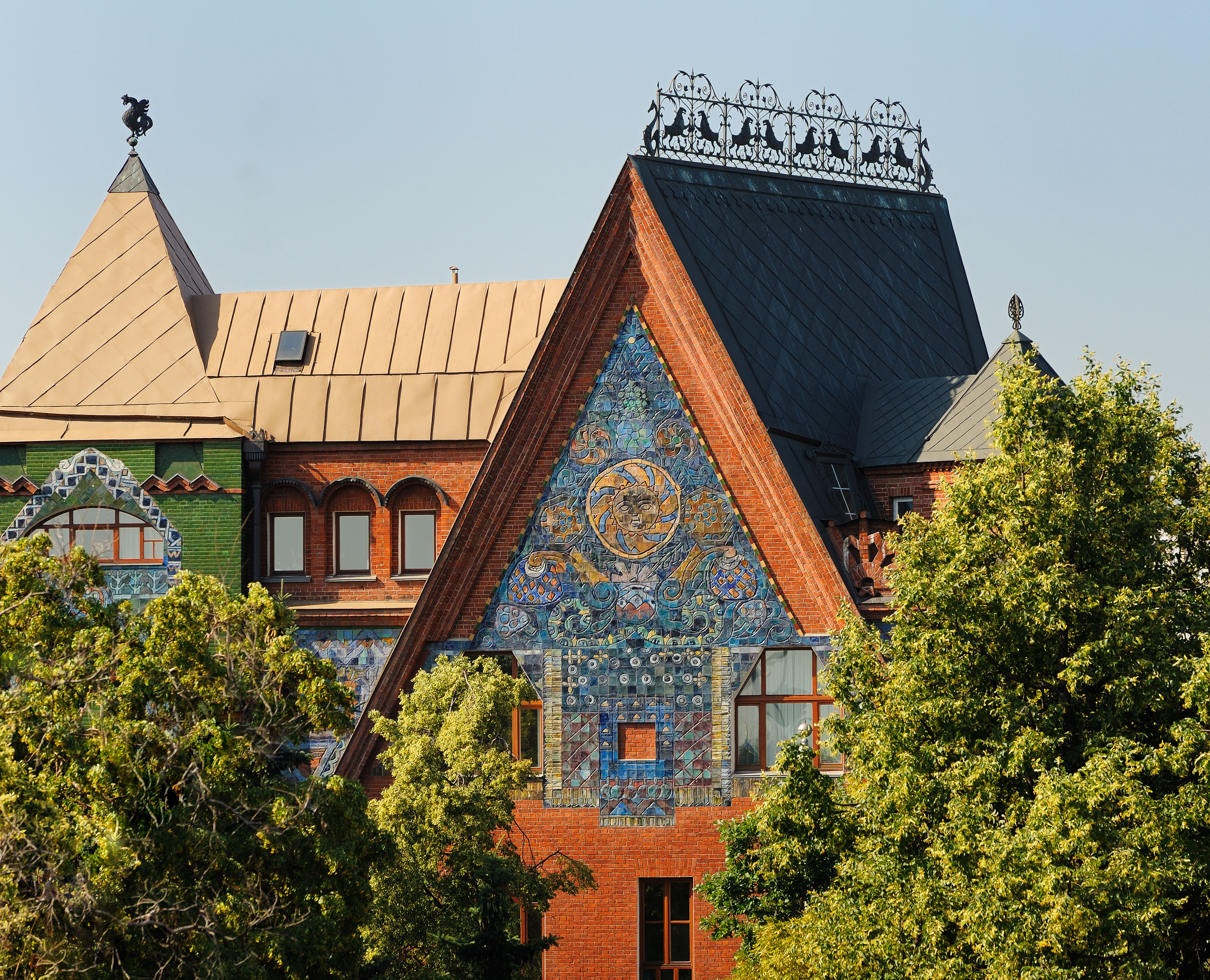
« Maison-conte » Pertsov.
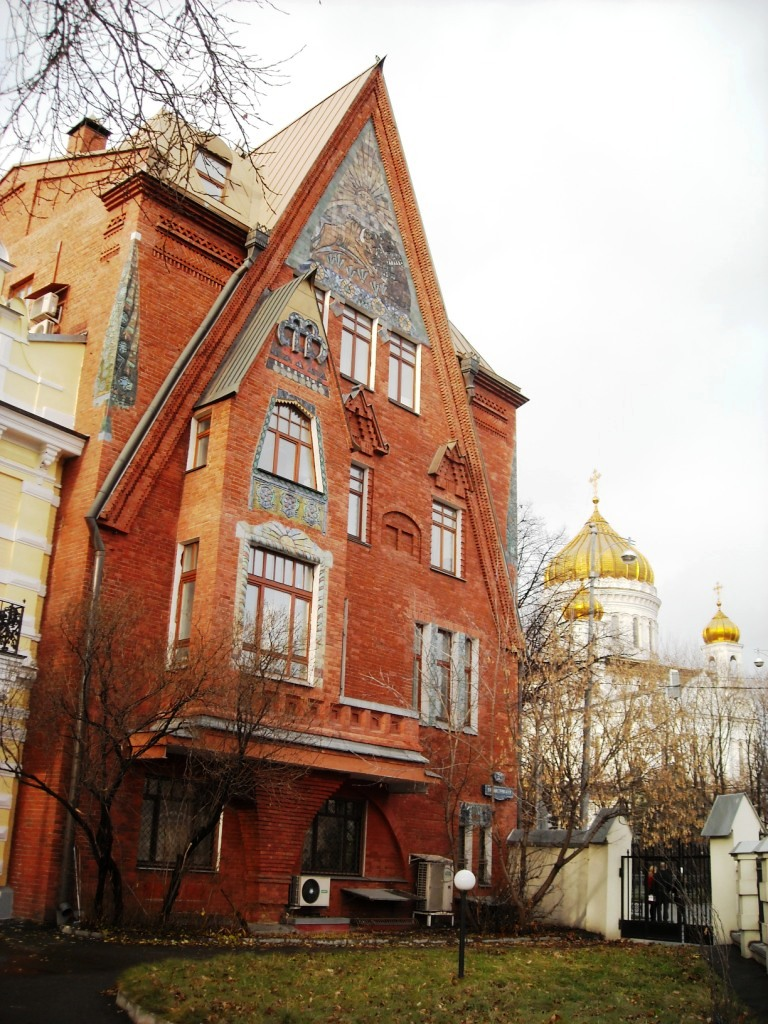
Maison Pertsov.

Comme architecte et décorateur, Malioutine crée des œuvres étonnamment fantastiques dans le style néo-russe. Il rêve d'un renouveau de l'art national russe et s'exprime en recourant d'une manière expressionniste aux techniques de l'Art nouveau. L'art populaire ne servait que pour fournir les sujets qui étaient ensuite transférés dans des broderies au bois découpé ou à la céramique. Le Petit Terem (Teremok) dont il a dessiné les plans est une curieuse construction en bois polychrome comportant une décoration massive et exagérément bizarre mais impressionnante. La maison Pertsov construite à Moscou entre 1905 et 1907, sur la base de ses ébauches, est l'une des œuvres les plus curieuses du style néo-russe. La forme de la maison évoque les débuts les plus lointains de la civilisation à une époque dont les prototypes culturels ont disparu. Il affine les formes et les amoncelle. Les pignons effilés sont recouverts de panneaux de céramique réalisés par Malioutine. La disposition des fenêtres les peintures fantastiques et les images sculptées de monstres mystérieux accentuent l'effet d'étrangeté. C'est le désir d'intégration de l'Art nouveau qui commande le recours à ces différents procédés. Le but est de rendre moins sensible la présence de différentes cellules dans un habitat de rapport et de le présenter au contraire comme un tout organique. La fonction utilitaire de l'immeuble est gommée grâce à la singularité de l'image dégagée par cet immeuble.

### Idéaux révolutionnaires
Malioutine reste fidèle après 1922, date de fondation de l'Association des artistes de la Russie révolutionnaire, à ses idéaux et au pouvoir des Bolchéviques « porteurs de vérité et de bonheur ». Des toiles prenant comme sujet des partisans ou des brigades d'ouvriers des années 1930 en témoignent encore. Dans Le Déjeuner de la brigade, il y a de plus un élément de continuité qui relie le tableau au passé. Ces personnages, des paysans occupés à leur repas, pourraient avoir été saisis par le pinceau d'un « Ambulant » trente ans plus tôt,. Parmi ses élèves, l'on compte Boris Iakovlev.

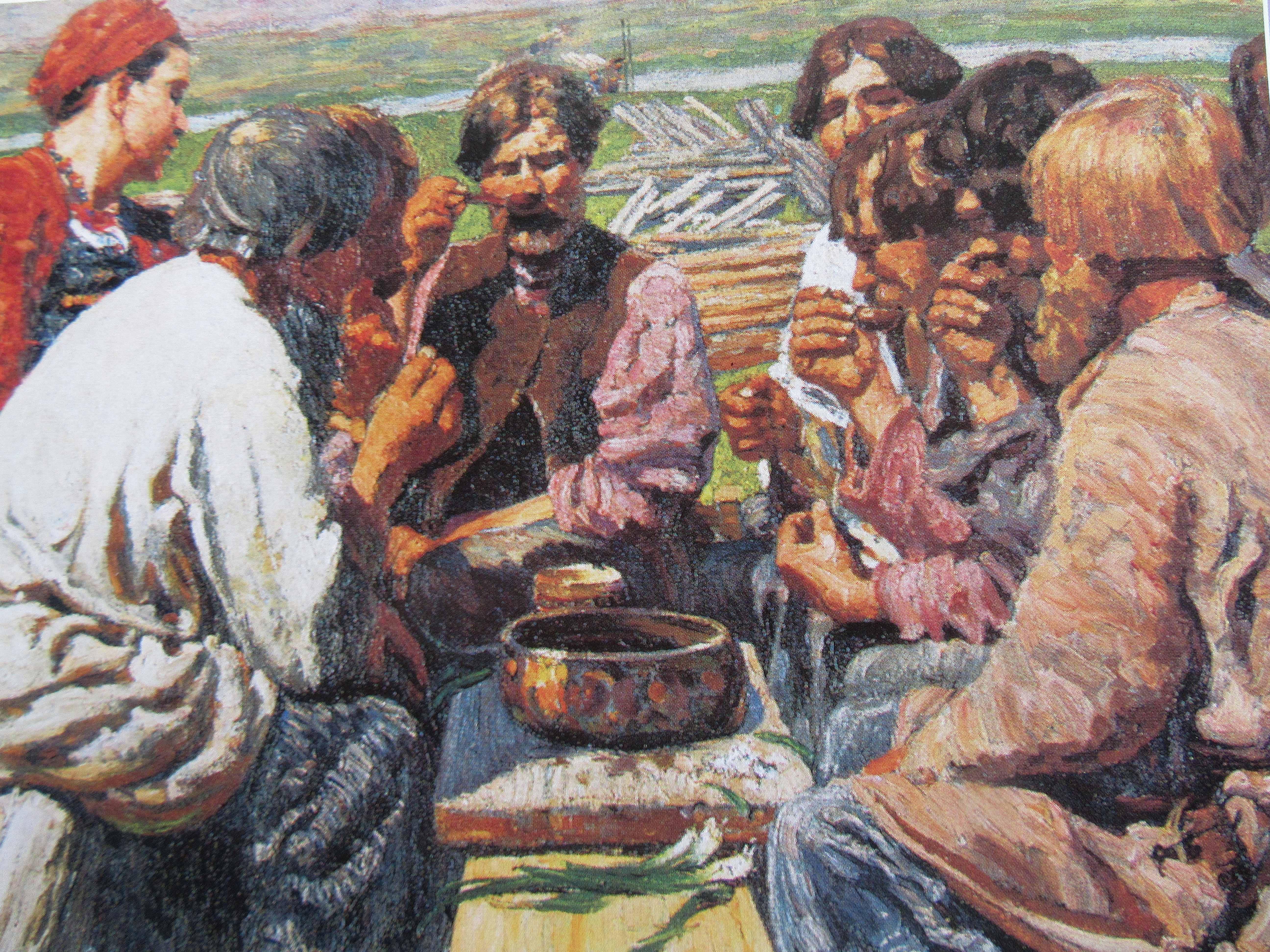
Le Déjeuner de la brigade, 1934, Galerie Tretiakov.
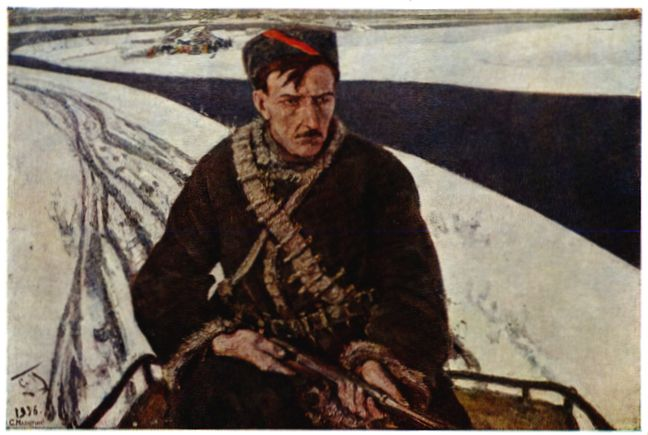
Le Partisan (1936).

## Appréciation des contemporains
- Igor Grabar écrivait : « Malioutine met en scène, de manière amusante et intelligente dans son art décoratif, des louboks russes. Mais le véritable élément de Malioutine c'est la « peinture sur le motif». Dans ce domaine, il n'a pas de concurrent malgré le fait qu'il vienne en scène avec Constantin Korovine et Valentin Serov.»[4].

- Serge de Diaghilev croyait en la nécessité d'accorder une attention appuyée à des artistes russes néo-nationalistes tels que Malioutine, Roerich, Mikhaïl Vroubel, Constantin Korovine. Il en invita plusieurs aux « salons d'Automne » à partir de 1903 à Paris. Diaghilev voyait dans leurs évocations de la vieille Russie un mouvement de libération des conventions du réalisme didactique. Ils appartenaient à la première vague décorative en Russie qui avait vu le jour à Abramtsevo et à Talachkino et constituèrent un apport vital pour ses Ballets russes et un stimulant pour les œuvres de Léon Bakst, Alexandre Benois [5].